# Aachener Turn- und Sportverein Alemannia 1900 1998-1999
Questa voce raccoglie le informazioni riguardanti l'Aachener Turn- und Sportverein Alemannia 1900 nelle competizioni ufficiali della stagione 1998-1999.

## Stagione
Nella stagione 1998-1999 l'Alemannia, allenato da Werner Fuchs e André Winkhold, concluse il campionato di Regionalliga ovest-sudovest al 1º posto e fu promosso in 2. Bundesliga.

## Rosa
| N. |                        | Ruolo | Calciatore         |
| -- | ---------------------- | ----- | ------------------ |
| 1  | Germania (bandiera)    | P     | Christian Schmidt  |
| 2  | Albania (bandiera)     | D     | Çlirim Bashi       |
| 3  | Paesi Bassi (bandiera) | D     | Bart Meulenberg    |
| 4  | Germania (bandiera)    | D     | Michael Zimmermann |
| 5  | Germania (bandiera)    | D     | Frank Schmidt      |
| 10 | Paesi Bassi (bandiera) | C     | Erwin Vanderbroeck |
| 12 | Germania (bandiera)    | C     | Dino Hoffmann      |
| 16 | Germania (bandiera)    | A     | Stephan Lämmermann |
| 17 | Germania (bandiera)    | C     | Andreas Bluhm      |
| 18 | Paesi Bassi (bandiera) | D     | Henri Heeren       |
| 19 | Nigeria (bandiera)     | C     | Dennis Ibrahim     |
| 20 | Lussemburgo (bandiera) | D     | Luc Beffort        |
| 21 | Germania (bandiera)    | P     | André Lenz         |

| N. |                               | Ruolo | Calciatore      |
| -- | ----------------------------- | ----- | --------------- |
| 22 | Germania (bandiera)           | D     | René Hahn       |
| 23 | Belgio (bandiera)             | D     | Stéphane Molnar |
| 25 | Belgio (bandiera)             | A     | Marc Keller     |
| 27 | Turchia (bandiera)            | D     | Rasim Suksur    |
| 28 | Guinea Equatoriale (bandiera) | C     | Ben Manga       |
| 29 | Belgio (bandiera)             | D     | Bernd Rauw      |
| 6  | Germania (bandiera)           | C     | Thomas Lasser   |
| 2  | Germania (bandiera)           | C     | André Winkhold  |
| 15 | Germania (bandiera)           | A     | Wolfram Klein   |
| 9  | Germania (bandiera)           | A     | Mario Krohm     |
| 11 | Germania (bandiera)           | A     | Tobias Lenneper |

## Organigramma societario
Area tecnica
- Allenatore: André Winkhold
- Allenatore in seconda:
- Preparatore dei portieri:
- Preparatori atletici:
- Analisi video:

## Calciomercato

### Sessione estiva
| Acquisti | Acquisti        | Acquisti         | Acquisti |
| R.       | Nome            | da               | Modalità |
| -------- | --------------- | ---------------- | -------- |
| A        | Wolfram Klein   | Remscheid        |          |
| D        | Çlirim Bashi    | Waldhof Mannheim |          |
| D        | René Hahn       | Fortuna Colonia  |          |
| A        | Marc Keller     | Verviétois       |          |
| D        | Bart Meulenberg | Fortuna Sittard  |          |
| D        | Frank Schmidt   | First Vienna     |          |

| Cessioni | Cessioni           | Cessioni          | Cessioni |
| R.       | Nome               | a                 | Modalità |
| -------- | ------------------ | ----------------- | -------- |
| C        | Günter Breitzke    | Eisbachtal        |          |
| D        | Frank Klemmer      | Remscheid         |          |
| A        | Marco Lochen       | SSV Körrenzig     |          |
| D        | Markus Matros      | Rhenania Würselen |          |
| D        | Daniel Scheinhardt | RW Oberhausen     |          |
| A        | Stefan Thiele      | Remscheid         |          |

## Risultati

### Regionalliga ovest-sudovest

#### Girone di andata
| Arbitro: | Kinhöfer |

|                                      |           |                |
| Melunovic 35’ Czakon 66’ (rig.), 79’ | Marcatori | 64’ Lämmermann |

| Arbitro: | Steinborn |

|                                                                          |           |           |
| Lämmermann 47’, 82’ Ibrahim 63’, 87’ Schmidt 73’ (rig.) Vanderbroeck 90’ | Marcatori | 79’ Arlet |

| Arbitro: | Diergarten |

|  |           |           |
|  | Marcatori | 59’ Krohm |

| Arbitro: | Schräer |

|                      |           |           |
| Heeren 48’ Krohm 63’ | Marcatori | 15’ Gauch |

| Arbitro: | Orde |

|                                 |           |  |
| Di Salvo 45’ Ibrahim 89’ (aut.) | Marcatori |  |

| Arbitro: | Wack |

|             |           |           |
| Schmidt 65’ | Marcatori | 34’ Cirba |

| Arbitro: | Engler |

|                              |           |                             |
| Klemmer 4’ Heeren 32’ (aut.) | Marcatori | 47’, 83’ Lasser 85’ Schmidt |

| 20 settembre 1998 8ª giornata |  | – turno di riposo |  |  |

| Arbitro: | Horstmann |

|                       |           |  |
| Ibrahim 45’ Bluhm 85’ | Marcatori |  |

| Arbitro: | Henes |

|                                    |           |                       |
| Katcharava 49’ Eichmann 65’ (rig.) | Marcatori | 14’ Krohm 29’ Ibrahim |

| Arbitro: | Späker |

|                  |           |            |
| Vanderbroeck 73’ | Marcatori | 45’ Chylla |

| Arbitro: | Pickel |

|                                                                      |           |                                 |
| Schmidt 11’ Ostermann 14’ Bettenstaedt 67’ Kornmaier 71’ Raschke 80’ | Marcatori | 40’ Krohm 58’ Ibrahim 84’ Klein |

| Arbitro: | Engler |

|                               |           |           |
| Heeren 29’ Schmidt 81’ (rig.) | Marcatori | 6’ Goulet |

| Arbitro: | Schütz |

|            |           |                |
| Gockel 54’ | Marcatori | 90’ Lämmermann |

| Arbitro: | Gruse |

|                                       |           |                    |
| Ibrahim 8’ Krohm 53’ Vanderbroeck 86’ | Marcatori | 70’ (aut.) Schmidt |

| Arbitro: | Werthmann |

|            |           |                     |
| Meinke 33’ | Marcatori | 9’ Krohm 15’ Lasser |

| Arbitro: | Sahler |

|           |           |                      |
| Krohm 79’ | Marcatori | 33’, 58’ van Buskirk |

#### Girone di ritorno
| Arbitro: | Friedrichs |

|                          |           |  |
| Krohm 81’ Lämmermann 83’ | Marcatori |  |

| Arbitro: | Gruse |

|  |           |          |
|  | Marcatori | 54’ Hahn |

| Arbitro: | Schräer |

|  |           |                |
|  | Marcatori | 67’, 69’ Choji |

| Arbitro: | Scheppe |

|                    |           |  |
| Junior 7’ Graf 60’ | Marcatori |  |

| Arbitro: | Schütz |

|                      |           |                                |
| Heeren 66’ Bluhm 85’ | Marcatori | 23’ Di Salvo 36’ Maaß 65’ Enge |

| Arbitro: | Milic |

|  |           |             |
|  | Marcatori | 77’ Schmidt |

| Arbitro: | Perschke |

|                            |           |             |
| Vanderbroeck 50’ Klein 57’ | Marcatori | 72’ Galache |

| 21 marzo 1999 25ª giornata |  | – turno di riposo |  |  |

| Arbitro: | Merk |

|  |           |                                    |
|  | Marcatori | 66’ Klein 73’ Bashi 77’ Lämmermann |

| Arbitro: | Späker |

|                |           |  |
| Lämmermann 28’ | Marcatori |  |

| Arbitro: | Weber |

|                       |           |                                    |
| Zimmermann 30’ (aut.) | Marcatori | 45’ Hahn 74’ Krohm 86’ (aut.) Voss |

| Arbitro: | Sahler |

|                              |           |             |
| Schmidt 87’ (rig.) Krohm 89’ | Marcatori | 81’ Raschke |

| Arbitro: | Weber |

|            |           |                       |
| Goulet 70’ | Marcatori | 24’ Heeren 65’ Lasser |

| Arbitro: | Berg |

|           |           |  |
| Heeren 9’ | Marcatori |  |

| Arbitro: | Göbel |

|  |           |                          |
|  | Marcatori | 40’ Klein 57’ Lämmermann |

| Arbitro: | Engler |

|                                     |           |             |
| Heeren 61’ Meulenberg 65’ Krohm 88’ | Marcatori | 74’ Klemmer |

| Arbitro: | Pickel |

|                      |           |  |
| Karp 4’ Castilla 29’ | Marcatori |  |

## Statistiche

### Statistiche di squadra
| Competizione                | Punti | In casa | In casa | In casa | In casa | In casa | In casa | In trasferta | In trasferta | In trasferta | In trasferta | In trasferta | In trasferta | Totale | Totale | Totale | Totale | Totale | Totale | DR  |
| Competizione                | Punti | G       | V       | N       | P       | Gf      | Gs      | G            | V            | N            | P            | Gf           | Gs           | G      | V      | N      | P      | Gf     | Gs     | DR  |
| --------------------------- | ----- | ------- | ------- | ------- | ------- | ------- | ------- | ------------ | ------------ | ------------ | ------------ | ------------ | ------------ | ------ | ------ | ------ | ------ | ------ | ------ | --- |
| Regionalliga ovest-sudovest | 64    | 16      | 11      | 2       | 3       | 31      | 16      | 16           | 9            | 2            | 5            | 25           | 22           | 32     | 20     | 4      | 8      | 56     | 38     | +18 |
| Totale                      | 64    | 16      | 11      | 2       | 3       | 31      | 16      | 16           | 9            | 2            | 5            | 25           | 22           | 32     | 20     | 4      | 8      | 56     | 38     | +18 |

### Andamento in campionato
| Giornata  | 1  | 2 | 3 | 4 | 5 | 6 | 7 | 8 | 9 | 10 | 11 | 12 | 13 | 14 | 15 | 16 | 17 | 18 | 19 | 20 | 21 | 22 | 23 | 24 | 25 | 26 | 27 | 28 | 29 | 30 | 31 | 32 | 33 | 34 |
| --------- | -- | - | - | - | - | - | - | - | - | -- | -- | -- | -- | -- | -- | -- | -- | -- | -- | -- | -- | -- | -- | -- | -- | -- | -- | -- | -- | -- | -- | -- | -- | -- |
| Luogo     | T  | C | T | C | T | C | T |   | C | T  | C  | T  | C  | T  | C  | T  | C  | C  | T  | C  | T  | C  | T  | C  |    | T  | C  | T  | C  | T  | C  | T  | C  | T  |
| Risultato | P  | V | V | V | P | N | V |   | V | N  | N  | P  | V  | N  | V  | V  | P  | V  | V  | P  | P  | P  | V  | V  |    | V  | V  | V  | V  | V  | V  | V  | V  | P  |
| Posizione | 17 | 8 | 2 | 2 | 3 | 4 | 3 | 6 | 2 | 2  | 3  | 7  | 5  | 5  | 3  | 1  | 5  | 3  | 2  | 4  | 6  | 7  | 5  | 4  | 7  | 5  | 4  | 2  | 2  | 1  | 1  | 1  | 1  | 1  |

Legenda:

Luogo: C = Casa; T = Trasferta. Risultato: V = Vittoria; N = Pareggio; P = Sconfitta.

### Statistiche dei giocatori
| C. Bashi        | 28 | 1  | 5  | 1 |
| L. Beffort      | 0  | 0  | 0  | 0 |
| A. Bluhm        | 25 | 2  | 3  | 0 |
| R. Hahn         | 16 | 2  | 3  | 0 |
| H. Heeren       | 30 | 6  | 4  | 2 |
| D. Hoffmann     | 24 | 0  | 2  | 0 |
| D. Ibrahim      | 25 | 6  | 1  | 0 |
| M. Keller       | 0  | 0  | 0  | 0 |
| W. Klein        | 18 | 4  | 0  | 0 |
| M. Krohm        | 30 | 11 | 3  | 1 |
| T. Lasser       | 30 | 4  | 5  | 2 |
| T. Lenneper     | 9  | 0  | 2  | 0 |
| A. Lenz         | 22 | 0  | 0  | 1 |
| S. Lämmermann   | 31 | 8  | 2  | 0 |
| B. Manga        | 0  | 0  | 0  | 0 |
| B. Meulenberg   | 31 | 1  | 3  | 0 |
| S. Molnar       | 0  | 0  | 0  | 0 |
| B. Rauw         | 1  | 0  | 0  | 0 |
| C. Schmidt      | 11 | 0  | 0  | 0 |
| F. Schmidt      | 32 | 6  | 13 | 1 |
| R. Suksur       | 11 | 0  | 1  | 0 |
| E. Vanderbroeck | 30 | 4  | 7  | 0 |
| A. Winkhold     | 24 | 0  | 7  | 0 |
| M. Zimmermann   | 14 | 0  | 2  | 0 |